# 燃灯寺
燃灯寺是位于中国四川省成都市龙泉驿区的一所寺庙，寺庙里供奉有燃灯佛。

## 建筑
寺庙地处龙泉驿区以北11公里、龙泉山脉中段三峨山下的洛带古镇内，占地4.4亩，建筑面积超过900平方米，附近设有燃灯寺公墓。燃灯寺内有山门、川主殿、燃灯古佛殿、娘娘殿、钟鼓楼、观音殿、大雄宝殿（罗汉堂，内设有明宣德钟）等。

## 历史
寺庙原本是隋开皇年间（581年 - 600年），四川青城的一位名叫褚信相的女僧人的修行之处。因当时遍地饥荒，褚信相乐善好施，死后被人尊为活菩萨，寺庙也被命名为“信相祠”，后来又传号为“米母院”。公元1009年，燃灯寺由宋真宗赐名为“瑞应禅院”。公元855年，唐丞相白敏中将此寺庙翻修。清朝期间，寺庙规模扩大，后于1981年时由原址搬迁到了八角井中街洛带公园对面，并再度于2005年扩建至当前的规模。2007年4月13日，燃灯寺成为成都市第四批市级文物保护单位。
清朝时期，信徒开始在寺内供奉一樽铁铸的燃灯佛。燃灯古佛佛像全身108个穴位处各铸有一孔，孔内有灯芯。信徒每感到身体不适，便会在对应的穴位处将佛灯点燃以求身体好转，此后纷纷传开，寺庙也因此更名为燃灯寺。